# Linia kolejowa 42 Pusztaszabolcs – Paks
Linia kolejowa Pusztaszabolcs – Paks – linia kolejowa na Węgrzech. Jest to linia jednotorowa, zelektryfikowana prądem przemiennym 25 kV 50 Hz na odcinku Pusztaszabolcs – Dunaújváros. Łączy Pusztaszabolcs z Paks.